# Guerre entre la dynastie Han et les Xiongnu
Guerre Han-Xiongnu
漢匈戰爭
Batailles
- Mayi
- Mobei
- Loulan
- Tian Shan
- Jushi
- Zhizhi
- Yiwulu
- Monts Altai

La guerre entre la dynastie Han et les Xiongnu, ou guerre sino-xiongnue, est une série de batailles qui opposent la dynastie chinoise des Han et la confédération des peuples nomades Xiongnu, entre 133 av. J.-C. et l'an 89. C'est sous le règne de l’empereur Han Wudi (r. 141-87 av. J.-C.), que l’empire Han passe d'une politique étrangère relativement passive à une stratégie offensive, à la fois pour faire face aux incursions de plus en plus nombreuses des Xiongnu à la frontière Nord et également pour étendre le territoire de l'empire. En 133 av. J.-C., le conflit dégénère en une véritable guerre, lorsque le Chanyu des Xiongnu se rend compte que les Han s’apprêtaient à lui tendre une embuscade à Mayi. La Cour des Han décide alors d'envoyer plusieurs expéditions militaires vers les régions situées dans l'Ordos, le Corridor du Hexi et le désert de Gobi, afin de les conquérir et d'en expulser les Xiongnu. Après bien des combats, les Han atteignent tous leurs objectifs.
Après ces victoires, la guerre s'étend aux nombreux petits États des Régions de l'Ouest. La nature des luttes varie dans le temps et elles font de nombreuses victimes à chaque fois que les États situés près de la frontière ouest des Han changent d'allégeance au profit de l'un ou l'autre des belligérants. Les alliances régionales entre ces États ont également tendance à naitre et à se briser en fonction de la situation, suivant qui des Han ou des Xiongnu domine tel ou tel territoire. L'influence politique de l’empire Han en Asie centrale ressort profondément renforcée de leurs différentes victoires. Comme la situation se détériore pour les Xiongnu après leur défaite, une guerre civile éclate et affaiblit la Confédération. Finalement, la confédération explose en deux entités et les Xiongnu du Sud se soumettent à l’empire Han, tandis que les Xiongnu du Nord continuent à résister. Après bien des événements, incluant la prise de contrôle de divers petits États et de nombreuses batailles à grande échelle, la guerre s'achève par la victoire totale de l’empire Han sur les Xiongnu en 89 apr. J.-C.

## Situation avant la guerre

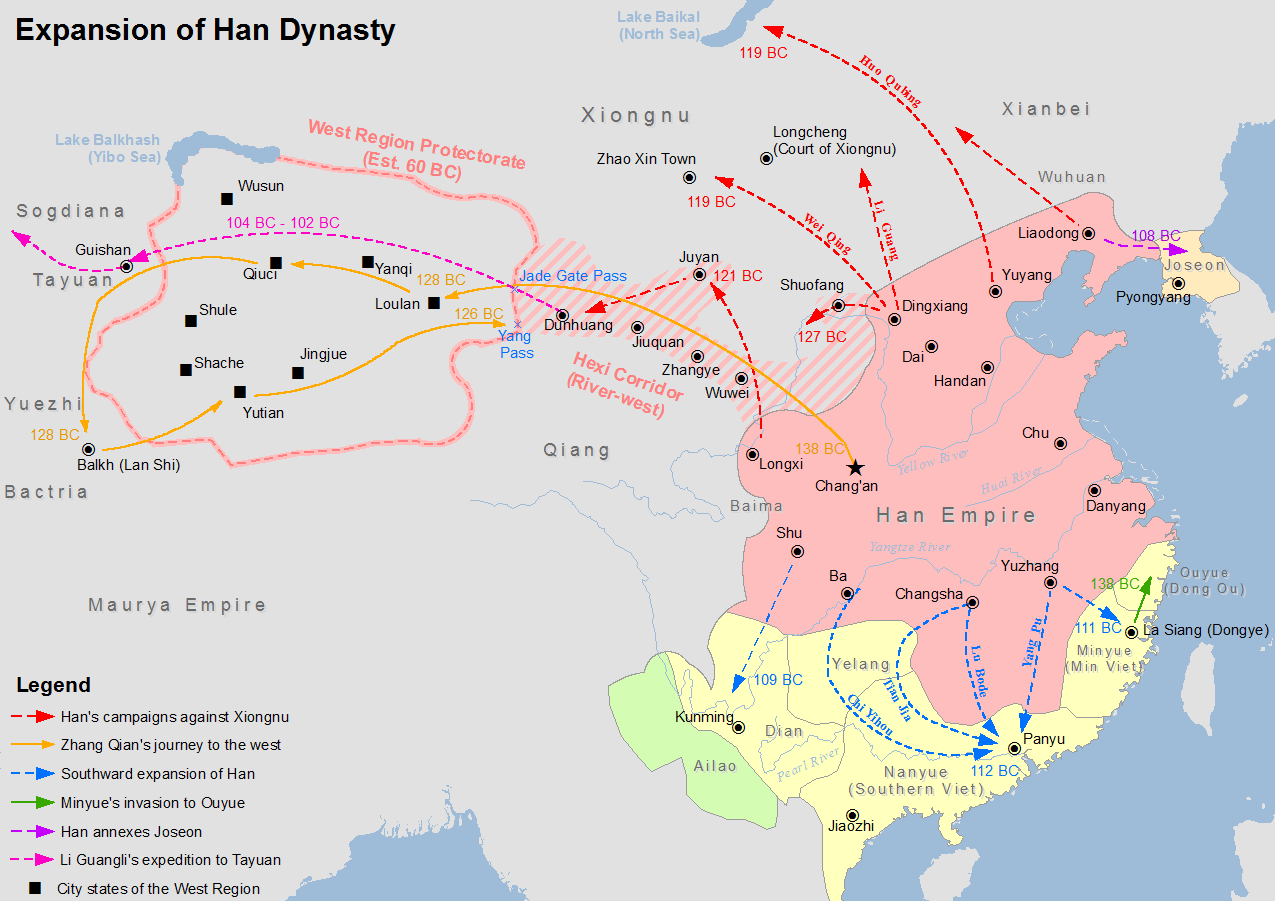
Carte représentant l'extension territoriale de l'empire Han pendant le règne de l'empereur Han Wudi. Y sont représentés les annexions faites aux dépens des Xiongnu, le protectorat établi sur les Régions de l'Ouest, ainsi que la conquête des royaumes situés dans le Sud de la Chine.

Au cours de la période des Royaumes combattants, les royaumes de Qin, Zhao et Yan annexent divers territoires, qui sont habités par les nomades Xiongnu et d'autres peuples Hu. Ils renforcent leurs nouvelles frontières avec des fortifications prenant la forme de longes murailles. En 221 av. J.-C., le Qin met fin à la période chaotique des Zhou de l’est en achevant la conquête des autres royaumes et en unifiant le cœur historique de la Chine. En 215 av. J.-C., Qin Shi Huang donne l'ordre au général Meng Tian d’attaquer les tribus Xiongnu, situées dans la région de l’Ordos et d’établir une nouvelle région frontalière à la boucle des Ordos. Considérant que les Xiongnu sont une menace potentielle, l’empereur lance une attaque préventive contre eux, avec l’intention d’étendre son empire. Quelques mois plus tard, la même année, le général Meng Tian réussit à vaincre les Xiongnu, à les chasser de la région de l’Ordos et à s’emparer de leurs territoires. Après sa défaite catastrophique face à Meng, le Chanyu Touman et ses partisans s’enfuient loin vers l'intérieur du plateau de Mongolie. Fusu, le Prince de Qin et le général Meng Tian installent leur camp à Suide puis font construire des défenses fortifiées le long de la nouvelle frontière, en connectant des nouveaux remparts avec ceux construits par les États de Qin, Yan et Zhao. Ces murs fortifiés vont du Liaodong à Lintao et entourent la région nouvellement conquise des Ordos, mettant ainsi l’empire Qin à l'abri des attaques des Xiongnu et autres nomades du Nord. À cause de son expansion vers le Nord, l'empire Qin devient une menace qui pousse les différentes tribus Xiongnu à s'unir, de gré ou de force, au sein d'une Confédération.
Cependant, la situation change avec la mort soudaine de  Qin Shi Huang. La corruption du personnel politique explose littéralement après la mort du premier empereur et le court règne de Qin Er Shi est marqué par le chaos ; ce qui conduit à la multiplication des rébellions anti-Qin et à la chute de la dynastie. Une énorme guerre civile éclate ensuite entre les différents royaumes qui naissent des débris de l'empire, pour ne s'achever qu'après la victoire de Liu Bang qui se proclame empereur et fonde la dynastie Han. Pendant les années de transition entre les Qin et les Han, les Xiongnu profitent du fait que les Chinois sont concentrés sur leurs affaires intérieures pour reprendre les territoires situés au nord du mur. Dès lors, ils font fréquemment des incursions à la frontière de l'empire des Han et ont une influence politique considérable sur les régions frontalières. En réponse à ces agressions, l'empereur Gaozu prend la tête d'une armée et attaque les Xiongnu en 200 av. J.-C. Il les poursuit jusqu'à Pingcheng, avant d’être pris en embuscade par la cavalerie du Chanyu Modu. Son campement est encerclé par les Xiongnu, mais Gaozu réussit à s'échapper après sept jours. Après cet échec l'empereur comprend qu’une solution militaire n’est pas possible pour l’instant et décide d'envoyer Liu Jing négocier la paix avec le Chanyu. En 198 av. J.-C., un système d'alliance basé sur des mariages nommé Heqin est conclu entre les Han et les Xiongnu, mais son efficacité est réduite car les incursions dans les régions frontalières continuent,,.

## Marche à la guerre

### Évolution de la situation

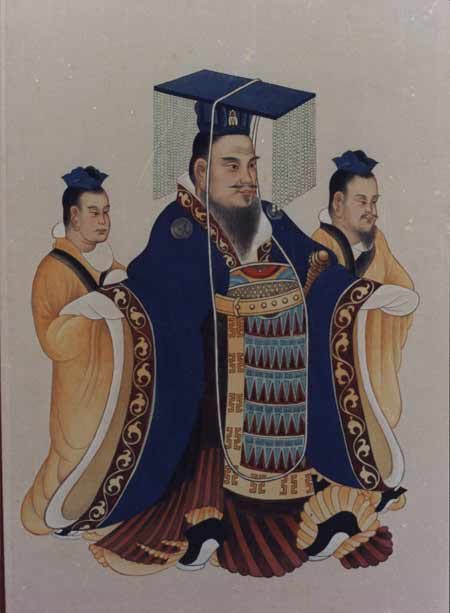
L'empereur Han Wudi

Lorsque commence le règne de l’empereur Han Wudi, l’empire Han est prospère et le Trésor a accumulé d’importants excédents. Cependant, comme les fréquentes incursions des Xiongnu à la frontière de l’empire Han l'irritent et l'accablent, l’empereur abandonne dès les premières années de son règne la politique d'alliance de ses prédécesseurs. En 136 av. J.-C., à la suite d'incursions continues des Xiongnu près de la frontière Nord, Wudi convoque une Conférence de la Cour,. La faction soutenant la guerre contre les Xiongnu réussit à influencer l’opinion de la majorité des ministres, en acceptant un compromis pour rassurer ceux qui sont préoccupés par le coût d'une longue campagne militaire. Le plan proposé durant cette conférence consiste à provoquer un engagement limité le long de la frontière, près de Mayi, en attirant le Chanyu Junchen avec des cadeaux et des promesses de défections, pour pouvoir l'éliminer rapidement et provoquer un chaos politique chez les Xiongnu,. L’empereur Wu valide ce plan et lance sa première campagne militaire contre les Xiongnu en 133 av. J.-C.,
La même année, les troupes Xiongnu dirigées par Junchen avancent droit dans le piège qui leur est tendu à Mayi ; où une armée d’environ 300 000 soldats Han leur prépare une embuscade. C'est le général Wang Hui (王恢) qui dirige cette campagne. À la tête d'une troupe de 30 000 hommes, il marche personnellement sur Dai, dans l’intention d’attaquer les voies d’approvisionnement des Xiongnu. Les généraux Han Anguo (韓安國) et Gongsun Il (公孫賀) commandent les forces restantes et marchent sur Mayi. Pendant ce temps, le Chanyu Junchen avance vers Mayi à la tête d'une armée de 100 000 hommes, mais plus il se rapproche, plus il devient méfiant. Finalement, l’embuscade échoue, car Junchen se rend compte qu’il est sur le point de tomber dans un piège et s'enfuit vers le Nord. La paix est irrémédiablement brisée et la Cour des Han décide de s’engager dans une guerre à grande échelle,,. À la lumière de cette bataille, les Xiongnu comprennent que la Cour des Han a décidé d’entrer en guerre. À ce stade, l’empire Han s'est depuis longtemps consolidé politiquement, militairement et économiquement et est dirigé par une faction de la Cour impériale de plus en plus favorable à la guerre.

### Accrochages à la frontière nord
À l’automne de l'année 129 av. J.-C., 40 000 cavaliers Han lancent une attaque surprise contre les Xiongnu sur les marchés frontaliers, où de très nombreux nomades se rassemblent pour se livrer au commerce. En 128 av. J.-C., le général Wei Qing prend la tête d'une armée de 30 000 hommes, pour combattre les Xiongnu dans les régions situées au nord de Yanmen et revient victorieux de son expédition. L’année suivante, les Xiongnu envahissent Liaoxi, tuent son gouverneur et avancent vers Yanmen. Han Anguo mobilise 700 hommes pour essayer de les arrêter, mais il est vaincu et doit se retirer vers Yuyang. Peu après cette défaite, le général Wei Qing arrive dans la région avec des troupes, capture de nombreux soldats Xiongnu et finit par obliger le gros des troupes ennemies à se replier. Dans le même temps, le général Li Xi prend la tête d'un autre corps d'armée, traverse la frontière et fait lui aussi de nombreux prisonniers.

### Premières campagnes militaires des Han contre les Xiongnu

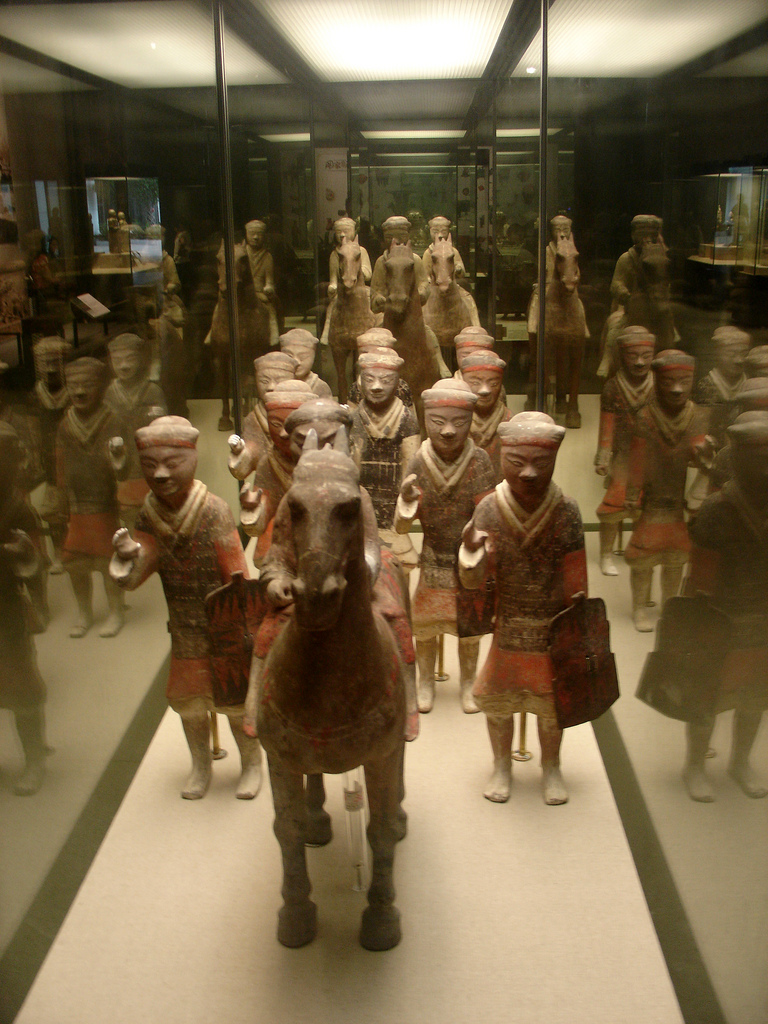
Statues en céramique peinte, représentant un cavalier et dix fantassins chinois avec leurs armures et boucliers. Les armes qu'ils devraient tenir en main sont au premier plan. Trois autres cavaliers sont visibles au dernier plan. Ces statues proviennent d'une tombe datant de la période des Han occidentaux et sont maintenant exposées au Hainan Provincial Museum

Entre 127 av. J.-C. et 119 av. J.-C., L'empereur Han Wudi ordonne aux généraux Wei Qing et Huo Qubing de mener plusieurs campagnes militaires à grande échelle contre les Xiongnu, les plus importantes pouvant impliquer des dizaines de milliers de soldats. Le général Wei Qing annexe la région du désert d’Ordos aux dépens des Xiongnu en 127 av. J.-C. et le général Huo Qubing les expulse des monts Qilian en 121 av. J.-C., tout en obtenant la reddition de nombreux aristocrates Xiongnu,. La Cour des Han envoie également des expéditions en Mongolie en 124 av. J.-C., 123 av. J.-C. et 119 av. J.-C., pour attaquer le cœur du territoire des Xiongnu. Ces expéditions peuvent impliquer jusqu'à 100 000 soldats chinois. Après le succès de ces campagnes, l'empereur Wudi a écrit plusieurs édits dans lesquels il remercie grandement les deux généraux pour ce qu'ils ont accompli.

#### Boucle de l'Ordos
En 127 av. J.-C., le général Wei Qing envahit la région de l'Ordos et en reprend le contrôle total,. Plus tôt la même année, il était parti de Yunzhong en direction de Longxi, pour attaquer les tribus Xiongnu installées dans la région de l'Ordos. Après sa conquête, environ 100 000 colons chinois sont installées dans la région et deux commanderies sont crééesː Wuyuan et Shuofang,. Ayant repris le contrôle de l'ancien mur fortifié datant des Qin, les Han le réparent et le prolongent pour protéger leurs conquêtes. En 126 av. J.-C., les Xiongnu envoient trois armées de 30 000 hommes chacune, pour lancer des raids contre Dai, Dinxiang et Shang. La même année, le général Wei Qing part de Gaoque, en Mongolie, avec 30 000 hommes et inflige une défaite aux Xiongnu du Roi Tuqi. Sa victoire lui permet de capturer 15 000 hommes et 10 chefs de tribus. À l’automne de la même année, les Xiongnu lancent un nouveau raid contre Dai, font des prisonniers et tuent un commandant militaire Han.

#### Sud du désert de Gobi
Durant le printemps de l'année 123 av. J.-C., le général Wei Qing part en Mongolie avec une armée pour attaquer les Xiongnu et revient victorieux à Dingxiang. Deux mois plus tard, l’armée de l'empire Han attaque à nouveau les Xiongnu ; mais cette fois-ci, ces derniers ont eu le temps de se préparer et repoussent leurs ennemis. Magré ce succès, la multiplication des expéditions militaires et des victoires des Han oblige les Xiongnu à déplacer leur capitale et à se retirer dans les régions septentrionales du désert de Gobi.

#### Corridor du Hexi

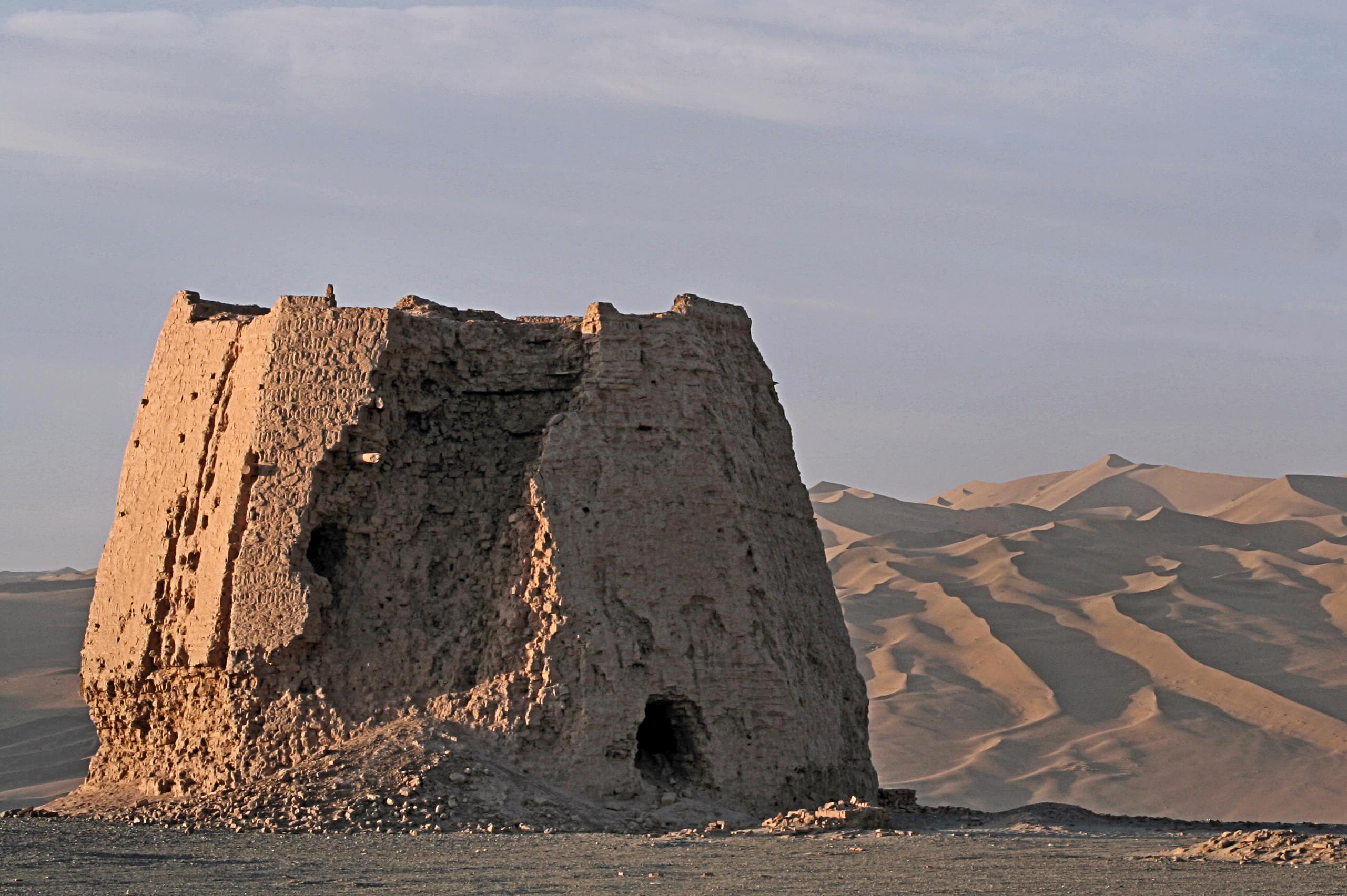
Ruines d'une tour de garde en pisé datant de la dynastie Han. Cette tour est située à Dunhuang, dans la province de Gansu

En 121 av. J.-C., lors de la bataille d'Hexi, les troupes de la dynastie Han infligent une défaite majeure aux Xiongnu. L’empereur Wudi décide alors de lancer une grande offensive militaire afin d'expulser les Xiongnu de la région et de s'assurer de manière définitive le contrôle du Corridor du Hexi. La campagne débute en 121 av. J.-C. et est conduite par le général Huo Qubing. Après être parti de Longxi, Huo Qubing et ses unités de cavalerie légère traversent cinq royaumes Xiongnu pour finir par conquérir les monts Yanzhi et Qilian aux dépens de ces derniers.
Au printemps de la même année, le général Huo part de Longxi et s'enfonce dans le territoire du roi Xiutu (休屠王), au-delà des monts Yanzhi. Environ 18 000 cavaliers Xiongnu sont capturés ou tués lors de cette expédition.
Peu de temps après ces conquêtes, Huo entre dans le désert d’Anshan pour aller envahir la région des monts Qilian. Une fois arrivé dans ces montagnes, il affronte les troupes du roi Hunye (渾邪王). Ce dernier subit une terrible défaite et perd plus de 30 000 hommes dans la bataille, pendant que 2800 de ses soldats sont capturés. Affolés par ces énormes pertes et craignant la colère de leur Chanyu, le roi de Xiutu et le roi de Hunye décident de se rendre aux forces du général Huo Qubing. Mais, au moment de passer à l'acte, le roi de Xiutu change soudainement d’avis et s’enfuit avec ses hommes. Le général Huo Qubing et le roi de Hunye le prennent alors en chasse, le rattrapent et le massacrent ainsi que ses 8 000 soldats. Finalement, le roi de Hunye et ses 40 000 soldats Xiongnu se rendent,,,. À travers ce geste, ce sont toutes les tribus Xiongnu sous les ordres d’Hunye et de Xiutu qui se soumettent à la domination de l’empire Han,. Grâce à cette série de victoires, les Han ont conquis un territoire qui s’étend dans le Corridor du Hexi jusqu'à Lop Nur, isolant ainsi les Xiongnu de leurs alliés du peuple Qiang. En 111 av. J.-C., une puissante armée composée d'une coalition de Qiang et de Xiongnu attaque les Han dans le corridor et est repoussée. Après cette victoire, les Han créent les quatre commanderies de Jiuquan, Zhangye, Dunhuang et Wuwei dans le Corridor du Hexi et les peuplent de colons,.

#### Nord du désert de Gobi

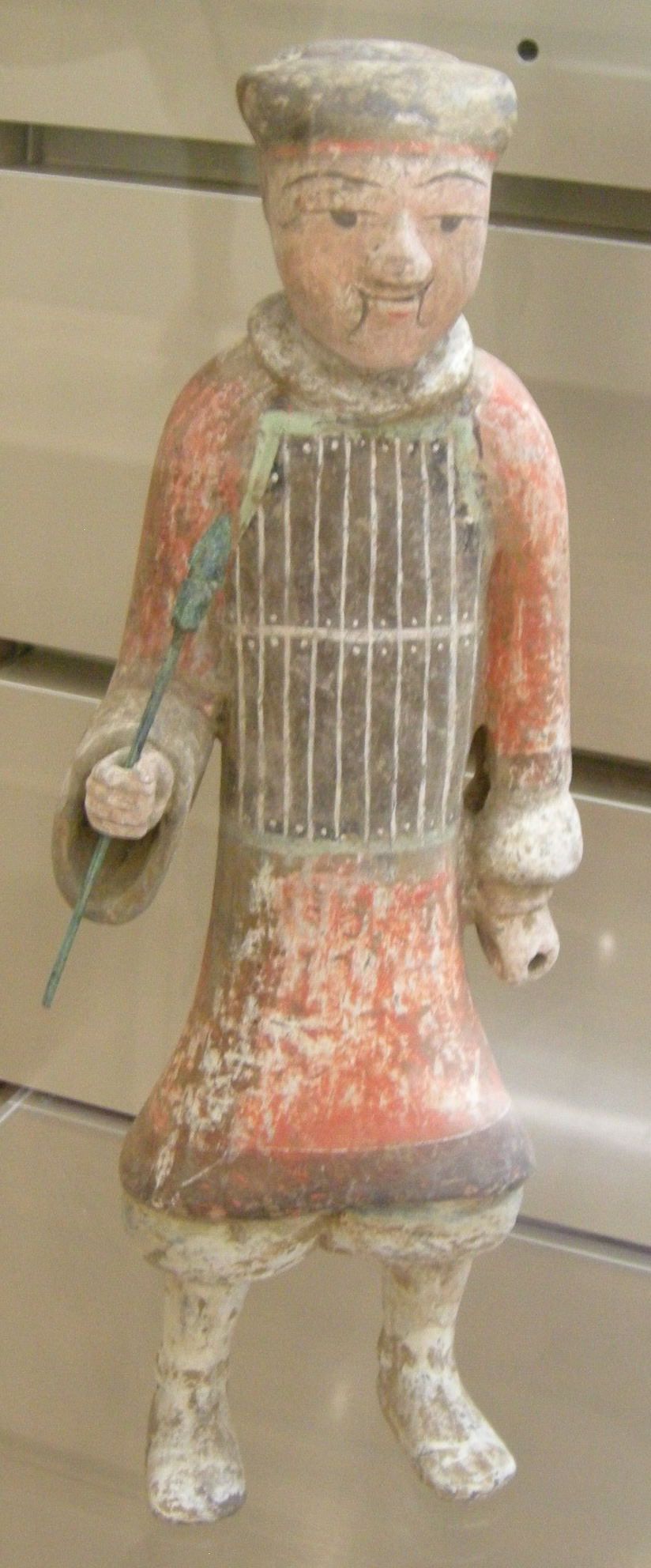
Figurine en terre cuite représentant un soldat portant une armure et armé d'une lance,, Han occidentaux

En 119 av. J.-C., lors de la bataille de Mobei, l'armée des Han envahit le Nord du désert de Gobi. Cette année-là, deux forces expéditionnaires distinctes, dirigées par les généraux Wei Qing et Huo Qubing, partent au combat contre les Xiongnu,. Les deux généraux mènent leurs troupes jusqu'aux monts Khangaï, où ils forcent le Chanyu à fuir vers le nord du désert de Gobi,. Les deux armées sont fortes en tout de 100 000 cavaliers,, 140 000 chevaux, et quelques centaines de milliers de fantassins. Après leur première victoire, ils avancent dans le désert, à la poursuite du gros des troupes des Xiongnu. Finalement, la campagne s'achève par une grande victoire militaire des Han contre les Xiongnu, ces derniers étant chassés du désert de Gobi. Les estimations des pertes varient entre 80 et 90 mille soldats pour les Xiongnu, tandis que celles des Han sont estimées entre 20 et 30 mille soldats et approximativement 100 000 chevaux.
Durant cette campagne, les troupes d’élite de l'armée de Huo Qubing partent de Dai pour retrouver les forces de Lu Bode à Yucheng. Après s'être rejoints, les deux corps d'armée s'avancent plus loin dans les terres ennemies et engagent le combat contre les soldats du Roi Tuqi de la Gauche et son armée. Lors de la bataille, les troupes de Huo Qubing réussissent à encercler et vaincre leur ennemi, tuant environ 70 000 soldats Xiongnu, dont le Roi Tuqi de la Gauche. Trois seigneurs et 83 nobles Xiongnu sont également capturés sur le champ de bataille.
Pendant ce temps, l’armée du général Wei Qing se retrouve face aux 80 000 cavaliers du Chanyu Yizhixie, peu après son départ de Dingxiang. Wei Qing donne l'ordre à ses troupes de former un cercle avec les chariots blindés qui composent le convoi, transformant ainsi ces derniers en véritables forteresses mobiles. Ainsi, les archers, arbalétriers et fantassins chinois bénéficient d'une protection contre les charges de cavalerie des Xiongnu et peuvent utiliser efficacement leurs armes à distance. Qing déploie également 5 000 cavaliers pour renforcer son dispositif et protéger les chariots contre toute attaque des Xiongnu. Ces derniers envoient une avant-garde de 10 000 cavaliers, qui charge les troupes des Han. La bataille reste dans une impasse jusqu’au crépuscule, lorsqu’une tempête de sable recouvre le champ de bataille. Profitant de la visibilité réduite, Wei Qing envoie le gros de ses troupes pour attaquer les Xiongnu. La cavalerie Han utilise la faible visibilité pour se déplacer sans être repérée et encercle l’armée Xiongnu sur ses deux flancs ; mais le Chanyu Yizhixie et une partie de ses troupes réussissent à briser l'encerclement et s'enfuir. Les troupes de Wei Qing se lancent alors à la poursuite de Yizhixie et le traquent jusqu'aux rives du lac Baïkal.

### Vassalisation des royaumes des Régions Ouest

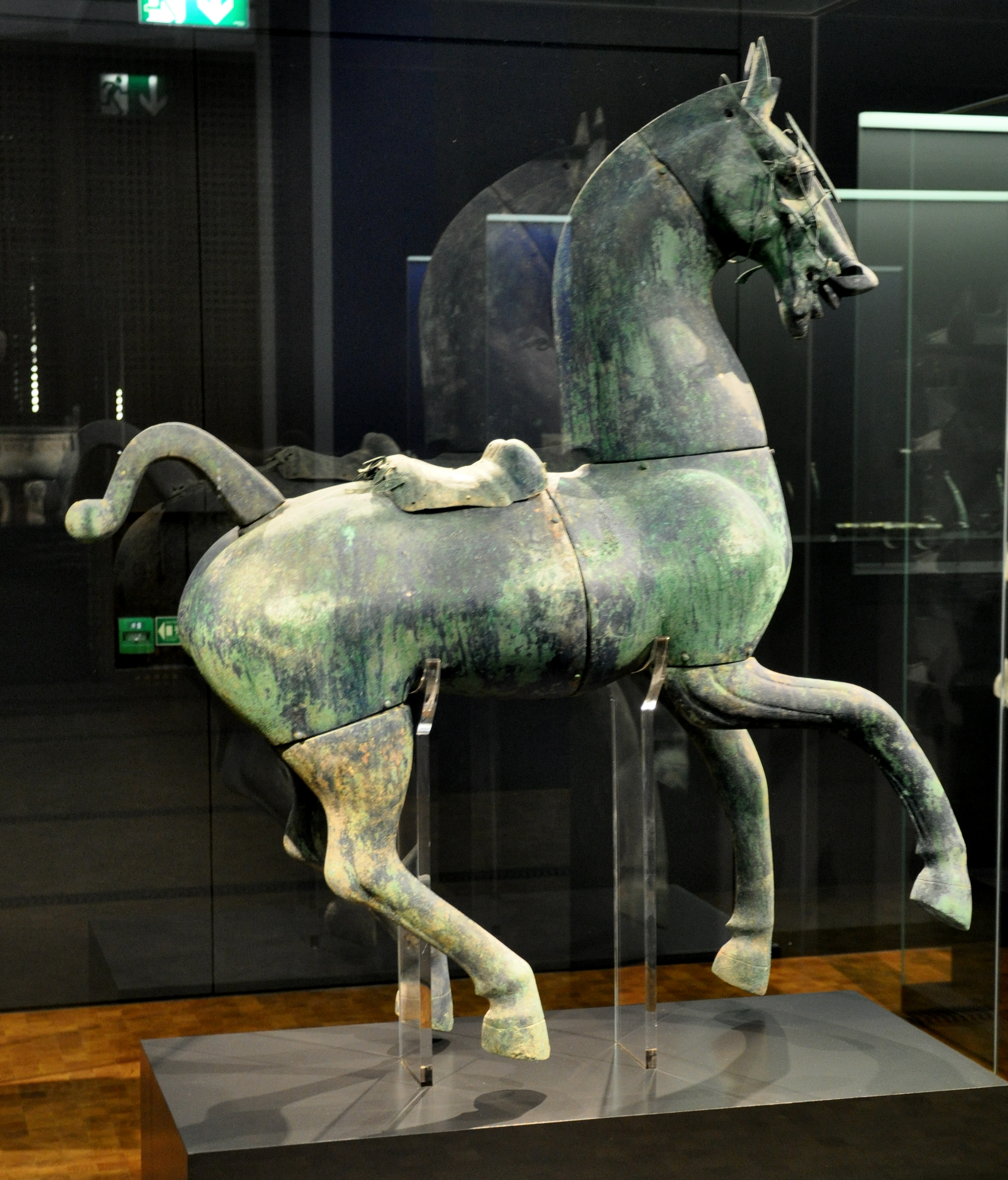
Statue de cheval en bronze, datant de la période des Han orientaux (25–220), Rietberg Museum

Avec la conquête par les Han du Corridor du Hexi en 121 av. J.-C., les cités-États du bassin du Tarim se retrouvent impliquées dans la guerre et beaucoup changent d’allégeance. Les Han organisent plusieurs expéditions militaires pour s'assurer la soumission des rois de cette région. Pour les Chinois, le contrôle du bassin du Tarim repose avant tout sur des raisons stratégiques alors que pour les Xiongnu, c'est une indispensable source de revenus,. En effet, à cause de la longue guerre qu'ils doivent assumer, ils doivent obtenir de plus en plus de biens manufacturés et de denrées agro-alimentaires des centres urbains du bassin du Tarim, en leur imposant des tributs de plus en plus lourds. En 115 av. J.-C., les Han créent les commanderies de Jiuquan et Wuwei, tout en prolongeant les vieilles fortifications datant des Qin depuis Lingju jusqu'à la zone située à l’ouest de Dunhuang. Entre 115 et 60 av. J.-C., la lutte entre les Han et les Xiongnu pour le contrôle de ces États, aboutit à l'accroissement de l'influence de l’empire Han sur l’est de l’Asie centrale et au déclin de celle des Xiongnu. Entre 108 et 101 av. J.-C., l’empire Han obtient la soumission des Royaumes de Loulan, Jushi (Tourfan), Luntai (Bügür), Dayuan (Ferghana) et Kangju (Soghdiana), qui se mettent à verser tributs à la Chine,. La grande muraille, qui s’étend maintenant tout le long du chemin qui mène à Dunhuang, protège les populations locales, guide les caravanes et les troupes entre les plaines du Nord et l’Asie centrale et sert à séparer les Xiongnu de leurs alliés du peuple Qiang.
En 115 av. J.-C., Zhang Qian est une fois de plus envoyé vers les Régions de l’Ouest, pour créer des alliances militaires contre les Xiongnu,. Il cherche à prendre contact avec différents peuples et États d'Asie centrale, tels que les Wusun. Zhang Qian rentre en Chine sans avoir atteint ses objectifs, mais il a acquis des connaissances précieuses sur les Régions de l’Ouest, qui complètent celles qu'il avait accumulées lors de ses précédents voyages. De son périple, il ramène des chevaux d’une race supérieure à celles connues dans l’empire des Han. L’empereur Wudi reçoit les rapports de Zhang concernant ces grands et puissants chevaux de Ferghana, qui sont alors connus sous le nom de "chevaux célestes". Ces chevaux lui sont par la suite d’une grande importance dans sa lutte contre les Xiongnu. Leur importance est telle que, lorsque le Royaume de Dayuan, une nation située à Ferghana, refuse de fournir des chevaux à l'empire Han et exécute un envoyé de Wudi, cela s’achève par une guerre. Les armées chinoises obtiennent la soumission de Dayuan et la reprise des livraisons de chevaux en 101 av. J.-C., Les Xiongnu, conscients de cette situation, tentent de stopper l’avancée des Hans vers Dayuan, mais ils attaquent en situation d'infériorité numérique et subissent une défaite.
En 108 av. J.-C., le général Zhao Ponu (趙破奴) prend la tête d'une armée et est envoyé envahir Jushi (Tourfan), un bastion militaire et économique des régions de l’Ouest très important pour les Xiongnu. Après la conquête de la région, les troupes des Han repoussent toutes les attaques des Xiongnu qui cherchent à reprendre le contrôle de Jushi. Quand le roi Angui accède au trône de Loulan, qui est l’État situé le plus à l’est dans les Régions Ouest, il met en place une politique visant à s'éloigner de plus en plus des Han. Assez vite, Angui devient ouvertement anti-Han et pro-Xiongnu, allant jusqu'à tuer des envoyés des Han transitant par Loulan et révéler au Chanyu les détails de la logistique militaire chinoise,. En 77 av. J.-C., le roi Angui reçoit un émissaire des Han nommé Fu Jiezi et offre un banquet en son honneur. Officiellement, Jiezi est là pour offrir un grand nombre de cadeaux de grande valeur au roi. Lors du banquet, Fu Jiezi demande à pouvoir discuter en privé avec le Roi Angui. Cette discussion est en réalité un prétexte pour permettre à deux officiers de Fu Jiezi d'assassiner le dirigeant de Loulan. Au milieu des cris d’horreur des convives, Fu Jiezi lit une exhortation destinée à l’aristocratie de Loulan et décapite le cadavre du roi. La Cour des Han informe alors Weituqi, qui est à la fois leur allié et le frère du mort, de la situation, lui fournit une escorte pour se rendre de Chang'an à Loulan et l’installe comme nouveau monarque du Royaume, qui est renommé Shanshan,. Par la suite, la capitale du royaume est déplacée dans les régions méridionales de Shanshan, qui correspondent actuellement à Kargilik ou à Ruoqiang, en dehors de la sphère d’influence des Xiongnu.
Il convient de noter que, durant tout le conflit, les Xiongnu pratiquent une politique d'alliance avec les officiers Han qui font défection à leur profit et scellent ces alliances avec des mariages. Ainsi, la sœur aînée du Chanyu épouse le général d'origine Xiongnu Zhao Xin, qui est au service de la dynastie Han et a le titre de Marquis de Xi. La fille du Chanyu se marie au général chinois Li Ling, après que ce dernier se soit rendu et ait fait défection,,. Les Khagans du peuple Ienisseï kirghize prétendaient être les descendants de ce général. Li Guangli, un autre général chinois à avoir fait défection pour les Xiongnu, a également épousé une fille du Chanyu.

### Déclin des Xiongnu

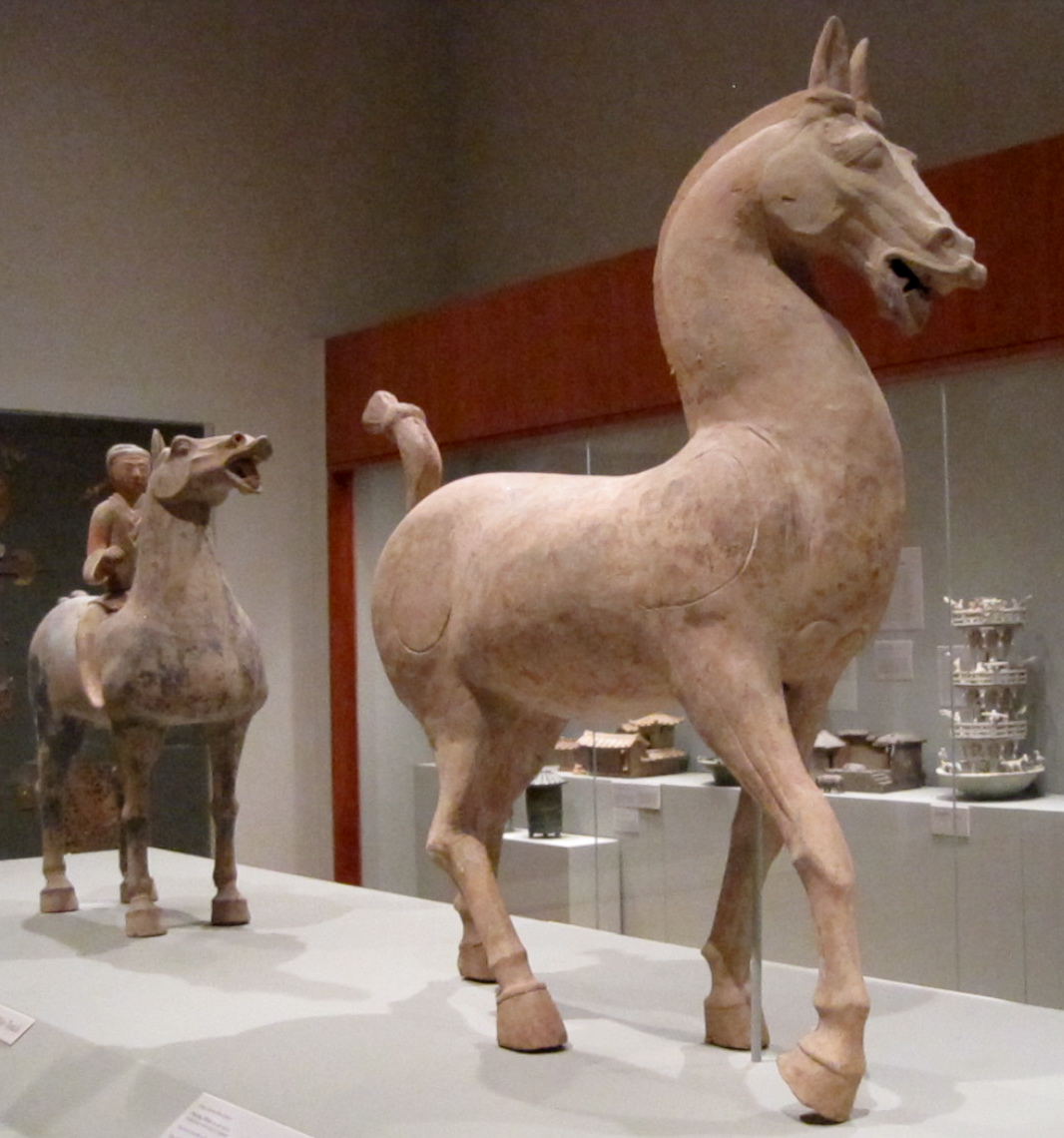
Statues en céramique représentant un cheval cabré (premier plan) et un cavalier à cheval (arrière-plan), dynastie Han (25-220 apr. J.-C.)

Après les nombreuses pertes humaines et les revers militaires qu'ils ont subis, les Xiongnu doivent faire face à la rébellion des différents peuples soumis à leur autorité qui, les uns après les autres, prennent les armes. Vers 80 av. J.-C., les Xiongnu lancent une campagne punitive contre les Wusun, qui sollicitent rapidement les Han pour obtenir leur appui militaire. En 72 av. J.-C., les forces conjointes des Wusun et des Han envahissent le territoire du Roi Luli de Droite. Lors de la chute de la capitale du Roi, environ 40 000 Xiongnu sont capturés, ainsi que toutes les provisions de la cité, qui est mise à sac après la bataille. L’année suivante, de nombreuses tribus attaquent et envahissent le territoire Xiongnu de toute part : les Wusun à l’Ouest, les Dingling au Nord et les Wuhuan à l’est. Dans le même temps, les Han envoient une armée divisée en cinq colonnes qui attaque les Xiongnu par le sud. D'après le Hanshu, cet événement marque le début du déclin des Xiongnu et le premier pas vers le démantèlement de leur Confédération.

### Dissensions internes au sein de la confédération Xiongnu
La situation économique et militaire des Xiongnu s’étant détériorée, ces derniers tentent de faire la paix avec la Chine pendant les règnes des Chanyu Huyandi (r. 85-69 av. J.-C.) et Xulüquanqu (r. 68-60 av. J.-C.), mais la Cour des Han ne leur offre à chaque fois qu’une seule optionː faire leur soumission et verser un tribut au "Fils du Ciel". Après la mort du Chanyu Xulüquanqu en 60 av. J.-C., les Xiongnu sombrent dans la guerre civile en 57 av. J.-C., car de nombreux prétendants se déchirent pour prendre sa succession. La Confédération Xiongnu explose et se divise en autant de clans qu'il y a de prétendants. Finalement, seuls deux prétendants au trône surviventː le Chanyu Zhizhi et le Chanyu Huhanye. Après que Zhizhi (r. 56 – 36 av JC) leur ait infligé des pertes sérieuses, Huhanye (r. 58-31 av. J.-C.) et ses partisans débattent pour savoir si oui ou non ils vont demander une protection militaire aux Han et ainsi devenir leur vassal. En 53 av. J.-C., Huhanye prend sa décision et se rend à la capitale de l’empire Han pour faire sa soumission,,.
En 36 av JC., le Général Chen Tang et le Général Protecteur des Régions Ouest Gan Yanshou tuent le Chanyu Zhizhi dans sa capitale, ce qui correspond actuellement à la ville de Taraz, Kazakhstan, sans avoir l’autorisation expresse de la Cour des Han de procéder à cet assassinat, C'est Chen Tang qui prend l’initiative de cette opération, en fabricant un faux décret impérial, qui lui permet de mobiliser 40 000 soldats, répartis en deux colonnes. Cette armée assiège et défait les troupes du Chanyu Zhizhi, qui finit décapité. Sa tête est envoyée à Chang'an, la capitale des Han. Lors de leur retour à la capitale, Tang et Yanshou sont inculpés pour avoir fabriqué et utilisé un faux décret, mais ils sont finalement graciés. Ils finissent par recevoir des récompenses assez modestes ; bien que la Cour de Han ne voulait pas les récompenser du tout au début, à cause du précédent qu'ils ont créé avec ce faux décret,.

### Effondrement de la puissance Xiongnu

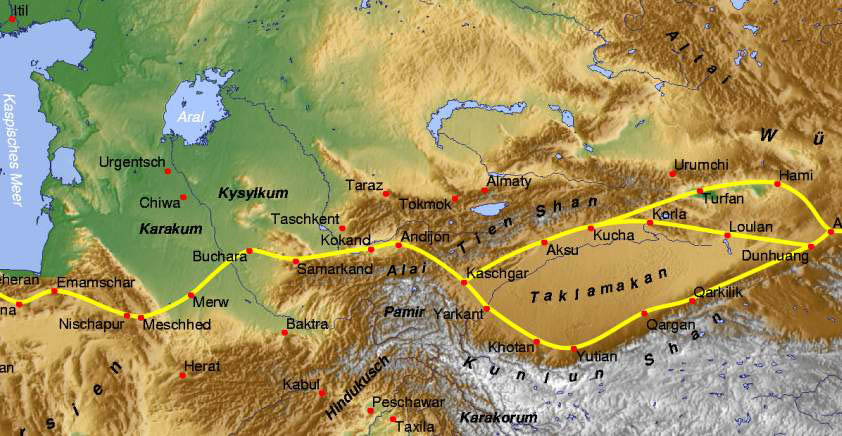
La chaîne de montagnes Tian Shan et le désert du Taklamakan, situé à la frontière nord-ouest des Han

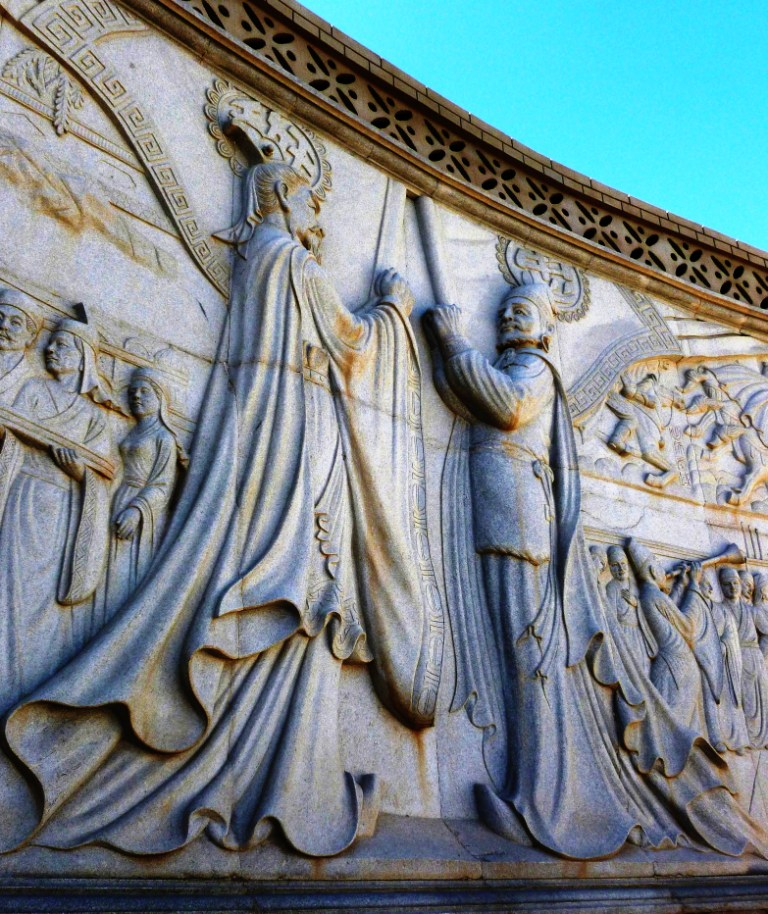
En 74 apr. J.-C., le général Ban Chao (à gauche) capture le Roi Douti de Kashgar et le remplace par le Roi Yule (à droite), qui reçoit le nom de Zhong.

En 9 apr. J.-C., Wang Mang, un puissant ministre de la cour des Han, usurpe le trône et proclame une nouvelle dynastie chinoise, la dynastie Xin. Il voit les Xiongnu comme des simples vassaux, ce qui provoque une dégradation des relations diplomatiques,. Durant l’hiver de l'an 10 à l'an 11, Wang rassemble 300 000 soldats le long de la frontière Nord, pour une démonstration de force qui oblige les Xiongnu à renoncer à lancer des attaques à grande échelle contre la Chine,. Même si la dynastie Han est rétablie en août 25 par l’empereur Han Guang Wudi, l'emprise de la Chine sur le bassin du Tarim ressort affaiblie de cette crise, car les Xiongnu ont profité de la situation pour prendre le contrôle des régions de l’Ouest,.
Plusieurs crises de succession pour la trône des Xiongnu ont lieu durant la première moitié du Ier siècle av. J.-C., ce qui les empêche de retrouver leur pleine puissance. Lorsque la dynastie Han est restaurée, les Chinois profitent de cet affaiblissement continu des Xiongnu pour reprendre le contrôle des régions de l’Ouest,. En 46 apr. J.-C., lorsque le Chanyu Huduershi meurt, c'est son fils Punu (蒲奴) qui lui succède, brisant ainsi la tradition voulant que seul un des frères du défunt puisse lui succéder et devenir le nouveau Chanyu. Bi (比), le Roi Rizhu de la Droite et neveu d'Huduershi, est outré par ce manquement à la tradition et se proclame Chanyu à son tour en 48. Il se pose en rival de Punu et est reconnu par huit tribus Xiongnu vivant dans le Sud de l'empire. La Confédération Xiongnu s’effondre et se retrouve divisée entre les Xiongnu du Nord et les Xiongnu du Sud. En l'an 50, Bi fait sa soumission aux Han et devient leur vassal. En acceptant ce nouveau vassal, les Han prennent le contrôle de 30 à 40 000 cavaliers Xiongnu et d'une population civile faisant environ deux ou trois fois la taille de cette armée.
Entre 73 et 102, le général Ban Chao dirige plusieurs campagnes militaires dans le bassin du Tarim, rétablissant le contrôle des Han sur la région. En 73, le général Dou Gu et son armée partent de Jiuquan et marchent sur les Xiongnu du Nord, qu'ils réussissent à vaincre. Les vainqueurs poursuivent les vaincus jusque sur les rives du lac Barkol, avant d’établir une garnison à Hami. Un an plus tard, en 74, Dou Gu reprend Turfan aux Xiongnu. Les campagnes des Han obligent les Xiongnu du Nord à battre en retraite jusqu'en Dzoungarie, tandis que Ban Chao force les royaumes du bassin du Tarim à se soumettre à nouveau aux Han. En 74 apr. J.-C., le roi de Jushi se soumet aux troupes des Han dirigées par le général Dou Gu, car les Xiongnu se révèlent incapables d’engager le combat contre les troupes chinoises. La même année, le général Ban Chao capture Douti, le Roi de Kachgar (Shule 疏勒), qui était un homme de paille du Roi de Kucha (Qiuci 龜玆) et un allié résolu des Xiongnu. Toujours en 74, les royaumes de Karasahr (Yanqi 焉耆) et Kucha sont à leur tour obligés de devenir les vassaux de l’empire Han. Même si Dou Gu est en mesure d’expulser les Xiongnu du Nord de Turfan en 74, ces derniers envahissent rapidement les monts Bogda, tandis que leurs alliés de Karasahr et de Kucha tuent le Général Protecteur Chen Mu et ses hommes. En conséquence, la garnison Han en poste à Hami est contrainte de se retirer en 77 et n'est rétablie qu'en 91,.

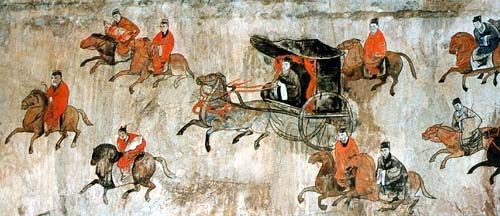
Peinture murale représentant des chars et des cavaliers, provenant de la tombe de Dahuting (chinois : 打虎亭汉墓, Pinyin : mu Dahuting Han), datant de la fin dynastie Han (25-220 apr. J.-C.) et situé à Zhengzhou, dans la province du Henan, Chine

### Ultimes affrontements
En l'an 89, le général Dou Xian conduit une expédition Han contre les Xiongnu du Nord, Son armée est divisée en trois colonnes, qui partent de Jilu, Manyi et Guyang. Ces trois corps d'armée, qui totalisent 46 000 soldats, font leur jonction au mont Zhuoye. À la fin de la campagne, les forces de Dou pourchassent le Chanyu du Nord dans les montagnes de l’Altaï, après avoir tué 13 000 Xiongnu. Dou Xian a également accepté la reddition de 200 000 Xiongnu, appartenant à 81 tribus différentes,. Un corps composé de 2 000 cavaliers légers est envoyé pour attaquer les Xiongnu à Hami. Ils remplissent totalement leur mission et rendent aux Han le contrôle de la région. Après cette victoire, le général Dou Xian se met en route avec ses troupes et commence une marche qui finit par devenir une progression triomphale jusqu'au cœur du territoire des Xiongnu du Nord, près de l'actuelle ville d’Oulan-Bator. Là, pour commémorer cette victoire, il fait graver une inscription sur une falaise située au pied du mont Yanran, avant de retourner en Chine. La victoire des Han dans cette campagne militaire provoque la destruction de l’État Xiongnu.

## Conséquences

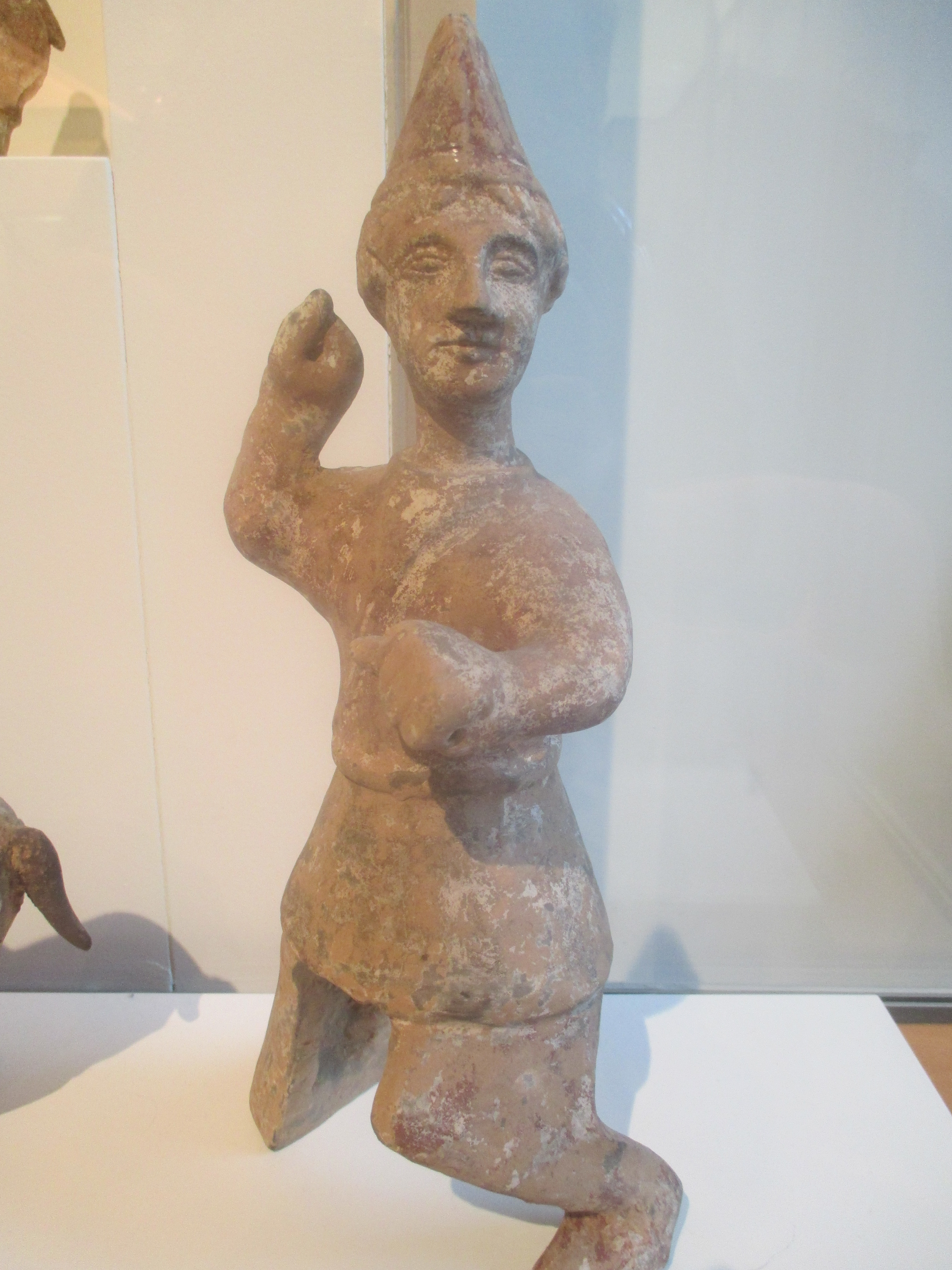
Figurine en céramique datant des Han orientaux représentant un chef de caravane Sogdien de la route de la soie

En 90 apr. J.-C., le général Dou Xian installe son campement à Wuwei. Il envoie 2 000 cavaliers légers commandés par le colonel Yan Pan détruire les dernières traces de présence Xiongnu dans les régions de l’Ouest, capturer Yiwu et recevoir la reddition de Jushi. Le major Liang Feng est envoyé pour capturer le Chanyu du Nord, ce qu'il réussit à faire. Cependant, lorsqu'il retourne à Wuwei, il s'aperçoit que Dou Xian a déjà levé le camp pour rentrer en Chine. Ne pouvant escorter un prisonnier aussi important aussi longtemps et avec aussi peu de soldats, Liang Feng se résout à libérer le Chanyu et à se mettre en route pour rattraper le général. Le dixième mois de la même année, Dou Xian envoie Feng Liang et Ban Gu aider le Chanyu du Nord à préparer son projet de voyage, car il souhaite se rendre à la Cour de Han pour faire sa soumission en personne le mois suivant.
Ce voyage n'a jamais eu lieu, car peu de temps après, Dou Xian envoie les généraux Geng Kui et Shizi des Xiongnu du Sud avec 8 000 cavaliers légers pour attaquer le Chanyu du Nord, qui se trouve alors à Heyuan (河雲). Dès que les troupes des Han arrivent dans les montagnes de Zhuoye, elles laissent leur équipement lourd derrière elles et débutent un rapide mouvement en tenaille vers Heyuan. Geng Kui attaque depuis l’Est par les montagnes de Hang'ai (杭愛山) et la rivière Ganwei(甘微河), tandis que Shizi attaque depuis l’Ouest via le lac de l’Ouest (西海). Surpris et choqué par cette attaque, le Chanyu du Nord lance une contre-attaque, mais est obligé de fuir en laissant derrière lui sa famille et son sceau. Durant cette bataille, les Han tuent 8 000 hommes et en capturent plusieurs milliers d'autres. En l'an 91, le général Geng Kui et le Major Ren Shang prennent la tête d'une troupe de 800 cavaliers légers et s'avancent plus loin en territoire Xiongnu via le Juyan Gol (Juyansai) dans les montagnes de l’Altaï, où le Chanyu du Nord a installé son campement. Lors de la bataille des monts de l’Altaï, ils massacrent 5 000 soldats Xiongnu et poursuivent le Chanyu, jusqu'au moment où il réussit à leur échapper vers une destination inconnue. En l'an 91, les derniers vestiges des tribus Xiongnu du Nord émigrent en direction de l'ouest vers la vallée de la rivière Ili.
Les Xiongnu du Sud, qui se sont installés dans la région de l’Ordos depuis environ l'an 50, restent sur le territoire de l’empire Han comme vassaux semi-indépendants. D'après un mémoire adressé à la Cour par le Chanyu du Sud en 88, ils dépendent de l’empire Han pour gagner leur vie. à la Suite des succès militaires contre les Xiongnu, le général Ban Chao est promu au poste de Général Protecteur et prend son poste à Kucha en 91 apr. J.-C.. Depuis cette lointaine frontière, Ban Chao réaffirme le contrôle absolu de Han sur les Régions de l’Ouest à partir de l'an 91.

## Impact

### Militaire

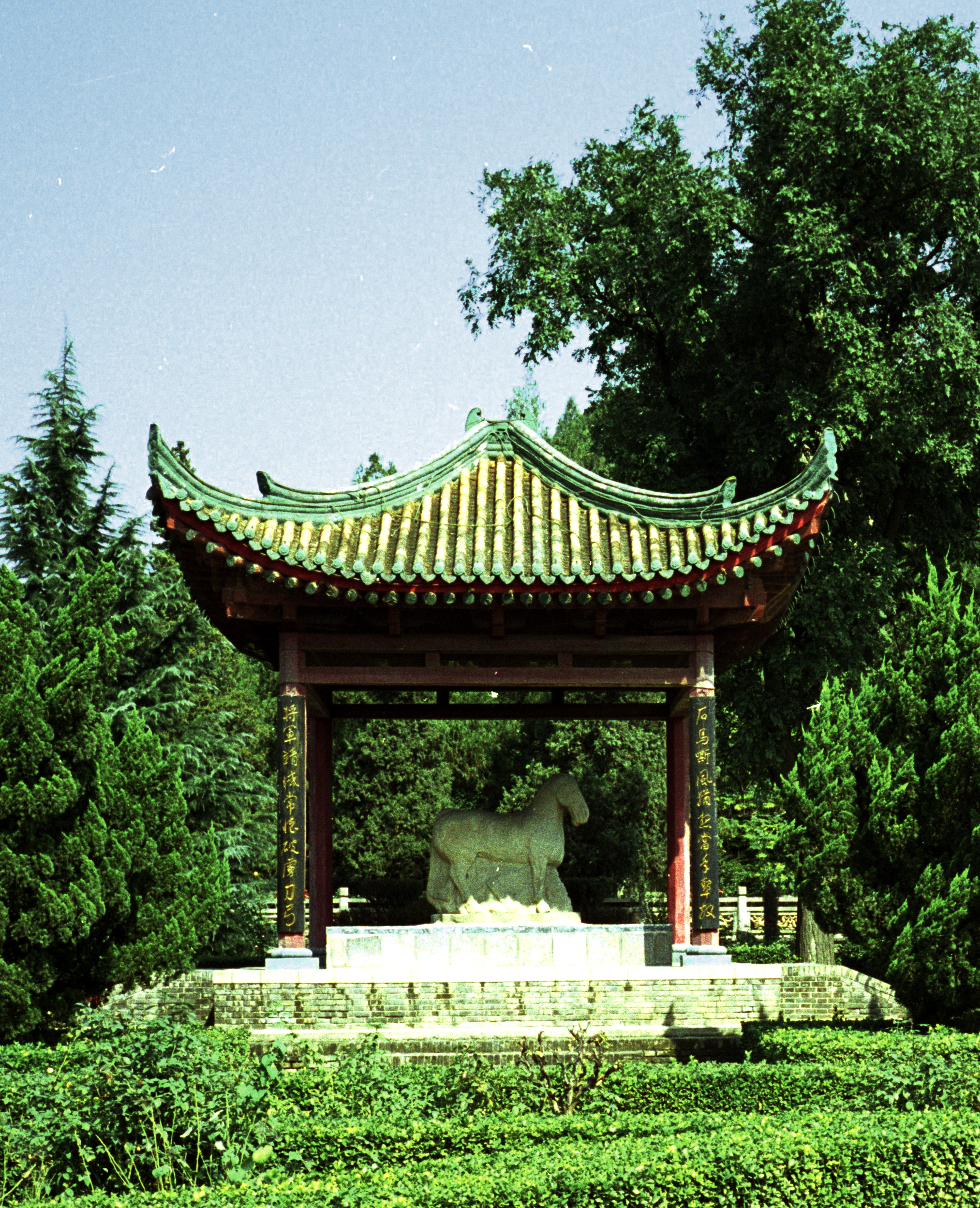
Statue équestre intitulée Cheval marchant sur un soldat Xiongnu(馬踏匈奴), datant de la Période de Han occidentaux et provenant de la tombe du général Huo Qubing, située près de l'actuelle ville de Xi'an.

Chao Cuo est un des premiers ministres connus pour avoir suggérer à l’empereur Wendi que l'empire Han devrait avoir une armée centrée sur la cavalerie pour contrer les nomades Xiongnu, puisque jusque-là, les armées des Han étaient toujours principalement composées de fantassins, les cavaliers et les chars étant réduits à jouer un rôle de soutien. Il prône une politique visant à "utiliser des barbares pour attaquer d'autres barbares", c'est-à-dire incorporer à l'armée les Xiongnu et autres tribus nomades qui acceptent de se rendre. Cette suggestion est finalement adoptée et son application prend de l'ampleur avec la vassalisation des différentes tribus nomades vivant sur les frontières de l’empire Han.
Dans un mémoire au trône intitulé Garder et Protéger les Frontières qu’il remet en 169 av. J.-C., Chao compare les forces relatives des Xiongnu et les tactiques de combat des Han. En ce qui concerne les armées Han, Chao juge les cavaliers Xiongnu mieux préparés pour les terrains accidentés grâce à leurs meilleurs chevaux, meilleurs archers à cheval et plus apte à supporter les climats rudes,. Cependant, dès que le combat se déplace dans les grandes plaines, il considère la cavalerie Xiongnu inférieure aux cavaliers lourds et aux chariots des Han, surtout lorsqu’ils sont confrontés à une charge massive qui les disperse facilement. Il souligne que les Xiongnu sont incapables de contrer les protections et l’armement des Han, qui sont supérieurs au leur. Il souligne également que les armées chinoises sont plus disciplinées et savent mieux combattre en formation. Selon Chao, les Xiongnu sont également sans défense contre des volées de flèches massives et coordonnées et plus particulièrement contre les tirs à longue distance. En effet, leurs armures en cuir de qualité inférieure et leurs boucliers en bois ne leur offrent pas une protection efficace contre les flèches et les traits,. Enfin, Chao pense que, comme les Xiongnu n'ont pas l'habitude de combattre comme fantassins, s'ils se retrouvent obligés de mettre pied à terre, ils seront décimés par les soldats de l'empire Han,.
Pendant le règne de l’empereur Jingdi, la Cour des Han lance des programmes d’élevage de chevaux militaires et créé 36 grand pâturages gérés par l'État dans les régions frontalières, qui s’étendent de Liaodong à Beidi. En vue de l’utilisation militaire de ces chevaux, les autorités sélectionnent les meilleures races pour participer à ce programme d'élevage. Les Xiongnu attaquent fréquemment ces pâturages, car ils ont bien conscience de la grande importance stratégique qu'ils ont pour l'armée des Han. À l’époque du règne de l’empereur Wudi, ces élevages abritent plus de 450 000 chevaux.
Au début du règne de l’empereur Wudi, l’empire Han a une armée permanente de 400 000 soldats, qui comprend 80 000 à 100 000 cavaliers, qui sont essentiels pour les futures campagnes contre les Xiongnu. Cependant, en 124 av. J.-C., ce nombre atteint un total de 600 000 à 700 000 hommes, dont 200 000 à 250 000 cavaliers. Afin de soutenir les expéditions militaires contre les Xiongnu et les conquêtes qui en résultent, l'empereur Wudi et ses conseillers économiques ont entrepris de nombreuses réformes économiques et financières, qui se sont avérées très efficaces.
En 14 apr. J.-C., Yan Yu présente à la Cour un rapport détaillant les difficultés liées aux longues campagnes militaires contre les Xiongnu. Pour une campagne de 300 jours, chaque soldat Han consomme 360 litres de riz séché. Ces lourdes fournitures doivent être transportées par des bœufs, mais l’expérience a montré qu’un bœuf peut seulement survivre pendant environ 100 jours dans le désert. Une fois sur le territoire des Xiongnu, les intempéries se révèlent aussi très handicapantes pour les soldats des Han, qui ne peuvent pas transporter suffisamment de vivres pour l’hiver. Selon Yan Yu, ce sont ces limites qui expliquent pourquoi les expéditions militaires durent rarement plus de 100 jours.
Pour leurs campagnes occidentales contre les Xiongnu, les armées des Han exigent des Royaumes des Régions de l'Ouest qu'ils assurent leurs approvisionnements alimentaires. Comme cette politique fait peser un lourd fardeau sur ces Royaumes, la Cour des Han décide d'installer des Tuntians à Bugur et Kurla. Pendant le règne de l’empereur Zhaodi (r. 87-74 av. J.-C.) le Tuntian de Bugur est agrandi pour tenir compte de la forte présence militaire Han, qui est le résultat naturel de l’expansion vers l’ouest de l’empire. Pendant le règne de l’empereur Xuandi (r. 74-49 av. J.-C.), le nombre de soldats présents à Kurla passe à 1500 sous l'administration du Général-Protecteur Zheng Ji, afin d’assister les expéditions militaires contre les Xiongnu de Turfan. Immédiatement après la conquête de Turfan par les Han, Zheng établit sur place un Tuntian. Malgré tous leurs efforts, les Xiongnu ne réussissent pas a empêcher les Han de faire de Turfan une base économique et militaire majeure.

### Diplomatique

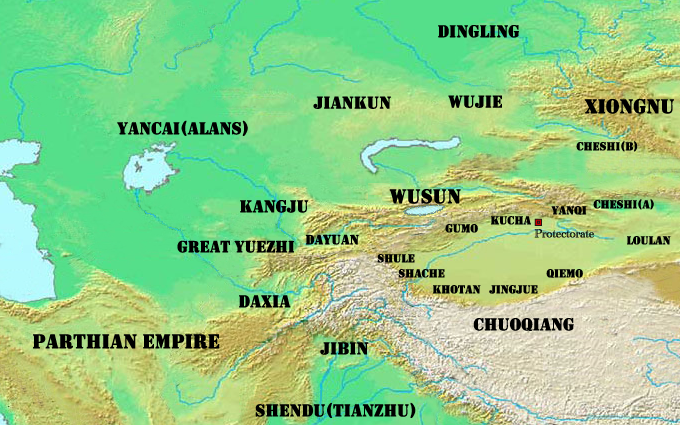
Les Régions de l'Ouest au premier siècle av. J.-C.

En 162 av. J.-C., les troupes du Chanyu Laoshang envahissent et chassent les Yuezhi de leurs terres. Le Chanyu fait exécuter le monarque des Yuezhi et transforme son crâne en coupe à boire,. Après avoir appris la nouvelle, la Cour des Han décide d'envoyer un émissaire auprès des Yuezhi pour sceller une alliance militaire. En 138 av. J.-C., le diplomate Zhang Qian et un convoi quittent la capitale pour se diriger vers les campements Yuezhi,. Cependant, sur leur trajet ils sont capturés par les Xiongnu et pris en otage,. Une dizaine d’années plus tard, Zhang Qian et certains membres de son convoi réussissent à s’échapper,. Ils se rendent a Ferghana (Dayuan 大宛), en Sogdiane (Kangju 康居) et en Bactriane (Daxia 大夏), pour finalement trouver les Yuezhi au nord du fleuve Amou. Malgré leurs efforts, ils ne réussissent pas à sceller une alliance militaire,. En effet, les Yuezhi étant installés sur leurs nouvelles terres depuis un long moment, ils n’ont presque aucun désir de mener une guerre contre les Xiongnu,. En 126 av. J.-C., Zhang Qian repart vers le Corridor du Hexi afin de retourner en Chine. Pendant son voyage, il est à nouveau capturé par les Xiongnu, avant de s'échapper un an plus tard et d'arriver en Chine en 125 av. J.-C.
Les Xiongnu tentent à plusieurs reprises de négocier la paix, mais à chaque fois les Han leur font savoir qu'ils n’accepteront rien de moins que leur soumission et le versement d'un tribut. Le fait de verser un tribut aux Han implique plusieurs choses. Tout d’abord, le Chanyu ou son représentant est tenu de se présenter devant la Cour pour rendre l'hommage. Deuxièmement, l’héritier du Chanyu ou un prince doit être livré à la Cour des Han comme otage. Troisièmement, le Chanyu doit rendre hommage à l’empereur Han et recevoir en retour des cadeaux de ce dernier. Accepter le système du tribut signifie que les Xiongnu sont réduits au statut de vassal ; tandis que l'alliance scellée par des mariages du heqin mettait les deux pays sur un pied d'égalité,. En 119 av. J.-C., le Chanyu Yizhixie (126-114) envoie un émissaire à la Cour des Han, dans l’espoir de parvenir à nouer des relations pacifiques avec eux. Cependant, les négociations de paix tournent court, car la Cour des Han passe outre au mandat du représentant des Xiongnu et lui propose que son seigneur devienne un vassal externe de la Chine, ce qui irrite Yizhixie. En 107 av. J.-C., le Chanyu Wuwei (114-105) tente également de négocier la paix avec les Han et va même jusqu'à stopper les incursions frontalières en signe de bonne foi. En guise de réponse, les Han passent a nouveau outre le mandat de son représentant et exigent que le Chanyu envoie son héritier en otage à Chang'an, ce qui conduit une fois de plus à la rupture des négociations de paix.
En 53 av. J.-C., le Chanyu Huhanye décide de faire sa soumission à la Cour des Han. La même année, il envoie son fils Zhulouqutang (朱鏤蕖堂), le Roi Tuqi de la Droite, comme otage à la Cour des Han. En 52 av. J.-C., il demande officiellement aux responsables de la commanderie de Wuyuan de transmettre à la Cour de Han une demande d'audience pour rendre hommage. Sa demande est acceptée et l'année suivante, en 51 av. J.-C., il arrive à la Cour et rend personnellement hommage à l’empereur Xuandi pendant les festivités du nouvel an chinois. En 49 av. J.-C., il retourne à la Cour des Han pour rendre hommage une deuxième fois à l’empereur. En 53 av. J.-C., le Chanyu Zhizhi envoie également son fils comme otage à la Cour des Han. Ensuite, il envoie un émissaire à la Cour des Han pour rendre hommage en 51 av. J.-C. et un autre en 50 av. J.-C., mais il n'arrive pas à se déplacer personnellement. Par conséquent, son hommage est rejeté par la Cour, ce qui le conduit à exécuter un envoyé des Han en 45 av. J.-C. en guise de représailles. En 33 av. J.-C., le Chanyu Huhanye retourne à la Cour de Han pour rendre un nouvel hommage au Fils du Ciel. Lors de cette visite, il demande à épouser une des filles de l'empereur. Au lieu de lui accorder cette demande, l'empereur Yuandi décide de lui donner une dame de la Cour et Huhanye finit par épouser Dame Wang Zhaojun, une des quatre beautés de la Chine antique,. Yituzhiyashi (伊屠智牙師), le fils de Huhanye et Wang Zhaojun, devient un grand partisan de l’empire Han au sein de la Confédération Xiongnu. Même si des relations pacifiques sont finalement mise en place entre les deux empires, elles volent en éclats lorsque Wang Mang arrive au pouvoir et renverse les Han,.
Quand Bi, le Chanyu du Sud, décide de soumettre aux Han en 50 apr. J.-C., il commence par envoyer un de ses fils, ayant rang de prince, comme otage à la Cour et se prosterne devant l’envoyé des Han qui lui transmet l'édit impérial. Pendant la période des Han orientaux, le système du tribut subit des changements importants, qui placent les Xiongnu du Sud sous une réglementation et une surveillance bien plus étroite qu'à l'époque ou Huhanye avait fait sa soumission. Ainsi, le Chanyu doit envoyer chaque année un tribut et un otage princier à la Cour, alors qu’un messager impérial est envoyé pour escorter l’otage princier lorsqu'il rentre chez lui au bout d'un an. Les Xiongnu du Sud sont déplacés à l’intérieur de l’empire dans les commanderies du Nord et sont supervisés par un préfet des Han, qui agit comme un arbitre dans leurs problèmes juridiques et surveille leurs mouvements. Punu, le Chanyu du Nord, tente également d'établir des relations pacifiques avec l’empire Han, mais il échoue à chaque fois ; car les Xiongnu du Nord ne veulent pas rentrer dans le système tributaire chinois et la Cour des Han, qui n’a aucun intérêt à les traiter de la même manière que les Xiongnu du Sud, préfère maintenir leurs divisions.

### Géographique

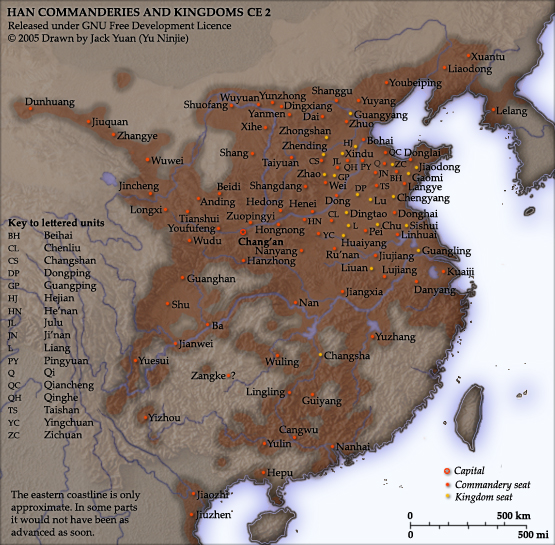
Commanderies de l'empire Han en l'an 2

En 169 av. J.-C., le ministre Chao Cuo de la Cour des Han, présente à l’empereur Wendi un mémoire sur la défense des frontières et l’importance de l’agriculture. Selon Chao, les Xiongnu sont un peuple dont la subsistance ne dépend pas d’établissements permanents et sont toujours en mouvement d'un endroit à un autre. Par conséquent, Ils peuvent observer les frontières des Han et attaquer quand il y a trop peu de troupes stationnées dans une région donnée. Il note que si des troupes sont mobilisées en renfort ; soit elles ne seront pas assez nombreuses pour vaincre les Xiongnu, soit elles seront trop nombreuses pour arriver sur place avant que les Xiongnu ne se replient. Toujours selon le mémoire de Chao Cuo, si les Xiongnu gardent leurs troupes mobilisées, cela leur coûtera très cher ; alors qu'il leur suffit de lancer un raid et de se disperser ensuite pour limiter leurs frais et donc pouvoir recommencer assez vite. Pour mettre un terme à ces difficultés, Chao Cuo propose la création de colonies à la fois militaires et agricoles qu'il appelle des Tuntian, qui permettent d'avoir une présence armée permanente sur place. Il recommande également l'utilisation des tribus qui ont fait leur soumission aux Han pour protéger la frontière contre les Xiongnu.
Lorsque l’empereur Wudi décide de conquérir le Corridor du Hexi, il a l’intention de séparer les Xiongnu des régions de l’Ouest de leurs alliés du peuple Qiang. En 88 av. J.-C., la tribu de Xianling du peuple Qiang, envoie un émissaire auprès des Xiongnu, pour leur proposer une attaque conjointe contre les Han dans la région. En effet, les Qiang sont mécontents d'avoir perdu Jiuquan et Zhangyi, qui sont à la fois des régions riches en terres fertiles et l'ancien lieu ou se tenaient les rencontres entre eux et les Xiongnu, avant la conquête du Corridor du Hexi par les Han. En 6 av. J.-C., Wang Shun (王舜) et Liu Xin remarquent que les commanderies frontalières de Jiuquan, Zhangyi et Dunhuang ont été établies par l’empereur Wudi pour séparer les Xiongnu de la puissante tribu de Chuoqiang du peuple Qiang. Cette tribu et son roi finissent par faire leur soumission à l’empire Han et participent à des campagnes contre les Xiongnu.
En 119 av. J.-C., après que les Xiongnu aient subi une défaite catastrophique face aux armées chinoises, le Chanyu déménage sa cour, alors située dans l’actuelle Mongolie-intérieure, vers un autre emplacement situé plus au Nord,. Ainsi, comme les Han l'espéraient en lançant leur attaque, les Xiongnu sont alors séparés du peuple Wuhuan, qui leur fournissait jusque-là un important soutien. La Cour des Han amène les Wuhuan à lui verser un tribut et les réinstalle dans cinq commanderies situées au nord-est de la Chineː Shanggu, Yuyang, Youbeiping (Hebei), Liaoxi et Liaodong (Liaoning). Un nouveau poste est créé à proximité de l'actuelle Pékin, celui de Colonel-protecteur des Wuhuan. Son rôle est d’éviter tout contact entre les Wuhuan et les Xiongnu et d'utiliser les premiers pour surveiller les seconds. Néanmoins, le contrôle effectif des Han sur les Wuhuan est inexistant pendant une bonne partie de la période des Han occidentaux, car les Xiongnu ont une influence militaire et politique considérable sur les Wuhuan, alors que les relations entre ces derniers et les Han sont, au mieux, tendues. Les événements qui ont lieu en 78 av. J.-C. sont un bon exemple de ces relations houleuses. Cette année-là, les Xiongnu mènent une campagne punitive contre les Wuhuan. Lorsque la nouvelle arrive à la capitale, la Cour envoie le général Fan Mingyou (范明友) avec une armée, pour empêcher de nouvelles incursions. Quand les autorités centrales apprennent que les Xiongnu ont quitté les lieux avant l’arrivée du général, elles donnent l'ordre à Fan d'attaquer les Wuhuan, car ces derniers ont organisé un raid contre les territoires chinois. Finalement, 6 000 hommes et trois chefs Wuhan sont tués dans ces représailles. Ce n'est qu'en 49 av. J.-C., lorsque 922 chefs Wuhuan font leur soumission à l'empereur Han Guang Wudi, que plusieurs tribus Wuhuan entrent réellement dans le système tributaire de l’empire Han. Dès lors, la Cour des Han protège les Wuhuan et en retour ces derniers protègent les frontières des Han contre les attaques des Xiongnu et autres peuples nomades,.
Quand le roi Hunye se rend aux Han en 121 av. J.-C., la Cour déplace ses 40 000 Xiongnu depuis le Corridor du Hexi vers les régions frontalières du Nord. Le Corridor du Hexi s’avère être une région d’une valeur inestimable, car il donne un accès direct aux Régions de l'Ouest et devient la base arrière des opérations militaires se déroulant dans cette zone. Les Régions Ouest ont également une très grande valeur économique pour les Xiongnu, puisqu’ils tirent une grande partie de leurs revenus des tribus des royaumes de ces régions. C'est le diplomate Zhang Qian qui propose à l’empereur d'établir des relations diplomatiques avec les peuples et les Royaumes des Régions de l'Ouest; pour essayer de convaincre les Wusun de réoccuper leur ancien territoire dans le Corridor du Hexi et de former une alliance avec les Han contre les Xiongnu. En 115 av. J.-C., Zhang Qian et ses hommes sont envoyés vers l’ouest, mais ils ne réussissent pas à convaincre les Wusun de déménager. Malgré tout, leur voyage n'est pas inutile car, en plus des Wusun, ils réussissent à établir le contact avec des nombreux peuples et États, tels que les Daoyuan (Ferghana), Kangju (Sogdiana), Daxia (Bactriane) et Yutian (Khotan). Dans un premier temps, l’empire Han essaye d’influencer diplomatiquement ces États, sans rencontrer de succès à cause de l’influence que les Xiongnu ont sur cette région. Par conséquent, à partir de l'an 108 av. J.-C., la Cour des Han recourt à la conquête militaire afin de soumettre les Royaumes des Régions de l'Ouest.
De tous ces royaumes, c'est celui de Loulan (Cherchen) qui est le plus proche des frontières ouest des Han, ce qui fait de lui la clé de l’expansion chinoise en Asie centrale. A contrario, Turfan (Jushi), est le point d'entrée des Xiongnu dans les Régions de l’Ouest. En réussissant à conquérir Loulan et Turfan, l’empire Han gagnerait deux points stratégiques dans les Régions de l’Ouest et aurait un contact direct avec les Wusun, qui vivent dans la vallée de la rivière Ili et à Daoyuan (Fergana) entre l'Amou-Daria et le Syr-Daria. C'est exactement ce qui arrive en 108 av. J.-C., quand le général Zhao Ponu achève la conquête de ces deux États. De toutes les expéditions militaires dans les Régions de l’Ouest, la plus lointaine est celle de Li Guangli contre le Ferghana; qui est à la fois une démonstration de force des Han à destination des Royaumes des Régions de l'Ouest et une tentative de prendre le contrôle de la région d'élevage des célèbres chevaux de Ferghana. Les Xiongnu, parfaitement conscients de la situation, tentent d’arrêter l’invasion, mais ils sont défaits par les forces de Li Guangli. Après une campagne qui dure quatre ans, Guangli fini par conquérir Ferghana en 101 av. J.-C.
Cependant, le contrôle de Turfan est loin d'être acquis car, à cause de sa proximité avec les Xiongnu, la cité-royaume change souvent d'allégeance. En 90 av. J.-C., le général Cheng Wan (成娩) marche sur Turfan à la tête d'une armée composée des troupes de six Royaumes des Régions Ouest, pour l’empêcher de s’allier aux Xiongnu. Le fait que ces troupes soient composées uniquement de soldats des Royaumes est, comme le remarque Lewis 2007, une indication claire de l’influence politique que l’empire Han a acquise dans la région. Le général Cheng lui-même est un ancien roi Xiongnu, mais il préféré faire allégeance aux Han, qui l'ont anobli et lui ont donné le titre de Marquis de Kailing (開陵侯). Peu après cette expédition, la Cour des Han reçoit officiellement la soumission de Turfan. Cette victoire est importante, car la conquête de la cité par les Han prive les Xiongnu de leur accès dans les Régions de l’Ouest.
En 67 av. J.-C., l’empire Han gagne un contrôle absolu sur la dépression de Turfan en infligeant une défaite importante aux Xiongnu. Lorsque ces derniers dominaient les Régions Ouest, elles étaient sous la juridiction du Roi de Rizhu (日逐王), qui avait le rang de "Commandant En Charge des Esclaves". En 60 av. J.-C., ce Roi se rend au Général Protecteur Zheng Ji, ce qui permet a la Cour impériale des Han d'établir la même année le Protectorat des Régions de l'Ouest,,. Ce Protectorat signifie que l’empire Han, maintenant seul maitre des Régions Ouest, place ces dernières sous la juridiction du Général-Protecteur des Régions Ouest,. C'est à partir de cette date que les Han prennent le contrôle du commerce dans la région et établissent ce qui va devenir la route de la soie.
En 25 apr. J.-C., Liu Xiu monte sur le trône et devient l'empereur Han Guang Wudi, restaurant ainsi la dynastie Han après l'usurpation du pouvoir par Wang Mang. C'est le début de la période des Han orientaux. Pendant son règne, l’empire Han commence à abandonner sa stratégie offensive contre les Xiongnu, ce qui permet à ces derniers de razzier fréquemment la frontière Nord, avec pour conséquence le début de grandes migrations vers le sud pour fuir ces attaques. Dès lors, lentement mais surement, les régions frontalières se dépeuplent. Pendant la période des Han orientaux, divers peuples nomades sont réinstallés dans ces régions frontalières et servent de cavalerie aux Han contre les Xiongnu. Durant son règne, l'empereur Guang Wudi même une politique qui met l'accent sur les affaires intérieures et la reconstruction de l'empire après la guerre civile qui a provoqué la chute de Wang Mang. Ce repli l'amène à refuser plusieurs demandes des Royaumes occidentaux, qui désirent le rétablissement du poste de Général-Protecteur des Régions Ouest. Au début de règne de l’empereur Han Guang Wudi, le Roi Kang de Yarkand unit autour de lui les royaumes voisins afin de résister aux Xiongnu, tout en protégeant les fonctionnaires et les civils Han qui étaient au service de l’ancien Général Protecteur. En effet, privés de tout soutien du pouvoir central, ils sont restés sur place après la chute de Wang Mang. En 61 apr. J.-C., Yarkand est conquise par Khotan et les Royaumes de la région entrent en guerre les uns avec les autres. Profitant de cette occasion, les Xiongnu du Nord reprennent le contrôle des Régions de l’Ouest et menacent la sécurité du Corridor du Hexi. En 73 apr. J.-C., le général Dou Gu est envoyé en expédition punitive contre les Xiongnu et leur inflige une très importante défaite, qui se traduit par la réoccupation des terres fertiles de Hami (Yiwu) et la création d'un Tuntian. L'’année suivante, en 74, Gu expulse les Xiongnu de Tourfan et réoccupe le Royaumes. La récupération d'Hami et de Turfan facilite le rétablissement du poste de Général-Protecteur, puisque ce sont deux points clés pour le contrôle des Régions de l’Ouest.

## Voir également
- Livre des Han, un classique de l'historiographie chinoise, qui couvre la période des Han occidentaux
- Guerre Han-Nanyue, une campagne militaire lancée par l'empereur Wudi contre le royaume de Nanyue
- Guerre entre la dynastie Han et le Joseon de Wiman, une campagne militaire lancée par l'empereur Wudi contre le royaume de Gojoseon
- The Emperor in Han Dynasty (en), une série télévisée chinoise de 2005, basée sur la vie de l'empereur Wudi
- Li Ling, un général des Han qui fait défection au profit des Xiongnu
- Shiji, un classique de l'historiographie chinoise rédigé sous le règne de l'empereur Wudi. Il couvre l'histoire chinoise de l'époque mythique de l'Empereur Jaune jusqu'à l'époque où a vécu son auteur et sert de modèle à tous les ouvrages d'histoire qui viendront après
- Sima Qian, auteur du Shiji, il est castré pour avoir osé défendre Li Ling en présence de l'empereur Wudi
- Su Wu (en), un homme d'état et diplomate des Han, qui reste prisonnier des Xiongnu pendant deux décennies